# Aspila jefferyi
Aspila jefferyi là một loài bướm đêm trong họ Noctuidae.